# 바버라 베드퍼드 (수영 선수)
바버라 제인 베드퍼드 (Barbara Jane Bedford, 1972년 11월 9일 ~ )는 미국의 수영 선수이다.
2000년 시드니 올림픽에서 미국을 대표한 그녀는 여자 400m 혼계영에서 올림픽 금메달을 획득했고, 결승전에서 3:58.30초의 세계 신기록을 세운 미국 팀의 일원이었다.
그녀의 기록적인 경기는 메건 젠드릭 (평영), 제니 톰슨 (접영), 및 데어라 토러스 (자유형)을 포함했다.
베드퍼드는 뉴저지주 하이트스타운 수영 파워하우스 페디 학교에서 고등학교를 다녔다.

## 같이 보기
- 올림픽 수영 여자 메달리스트 목록
- 수영 혼계영 400m 세계 기록 추이